# Vespasien
Pour les articles homonymes, voir Vespasien (homonymie).
Vespasien (latin : Imperator Caesar Vespasianus Augustus) est un empereur romain, né le 17 novembre 9 près de Reate (aujourd'hui Rieti) et mort le 23 juin 79 à Aquae Cutiliae. Il est le fondateur de la dynastie des Flaviens qui règne sur l'Empire romain de 69 à 96. Ses fils, Titus, puis Domitien, lui succèdent après sa mort.
Vespasien est le premier empereur romain issu d'une famille romaine appartenant à l'ordre équestre. Sa carrière militaire est à l'origine de sa renommée : il est légat lors de la conquête de la Bretagne en 43 et domine la Judée lors de la rébellion juive de 66.
Alors que Vespasien assiège Jérusalem, l'empereur Néron se suicide et plonge l'Empire romain dans la guerre civile. Les légions romaines en Égypte et en Judée déclarent Vespasien empereur le 1er juillet 69. Le 20 décembre 69, Vespasien a triomphé de Vitellius et sa nomination est confirmée le lendemain par le Sénat.
Le règne de Vespasien est marqué par une série de réformes financières et d'ambitieuses constructions. Son projet le plus célèbre est le Colisée, amphithéâtre d'une taille jamais surpassée. Par l'intermédiaire de son légat Agricola, Vespasien poursuit également la conquête de la Bretagne. Après sa mort en 79, son fils aîné Titus lui succède : Vespasien devient ainsi le premier empereur romain à être remplacé par son fils naturel.

## Sources antiques
Les principales sources littéraires sur la vie et le règne de Vespasien sont : Tacite, via ses Histoires, Suétone, via le livre VIII de sa Vie des douze Césars et Dion Cassius, via ses livres LXV et LXVI. Ces trois auteurs ont une opinion plutôt favorable de Vespasien, même s'ils mettent en évidence son despotisme et son avarice : globalement, Vespasien est présenté comme un bon prince, avec seulement quelques défauts.
Écrivant sous le patronage de l'empereur, Flavius Josèphe donne un récit hagiographique de la prise de pouvoir de Vespasien, mais son témoignage permet de mieux cerner la propagande mise en place par les Flaviens pour légitimer leur pouvoir.

## Biographie

### Origines plébéiennes
Vespasien nait le 17 novembre 9, près de Reate. Il a des origines plébéiennes. Son grand-père Titus Flavius Petro, citoyen du municipe de Réate, avait été centurion ou soldat d’élite du parti de Pompée, pendant la guerre civile ; puis exerça la charge de receveur des enchères. Son père, surnommé Sabinus, fait une courte carrière militaire. Il est nommé percepteur en Asie et fait rentrer l’impôt du quarantième. Sa probité y est appréciée. Il meurt en laissant une veuve, et deux enfants. Son épouse Polla provient d’une ancienne famille de la petite noblesse campanienne. Son père, Vespasius Pollion, avait été trois fois tribun militaire et préfet du camp. Son frère était sénateur de rang prétorien.
L’aîné des deux enfants, Sabinus, s’éleva jusqu’à la préfecture de Rome. Vespasien est le troisième enfant du couple.

### Enfance et premiers offices
Suétone rapporte que Vespasien est élevé chez son aïeule paternelle, Tertulla, dans ses domaines de Cosa. Par la suite, le souvenir de son aïeule lui est si cher, que dans les fêtes et les solennités, il continue de boire dans sa petite coupe d’argent.
Après avoir pris la toge virile, il commence sa carrière dans un cursus militaire. Il semble qu’il ne commence à briguer le laticlave que sous la pression et les railleries de sa mère. Il sert en Thrace, en qualité de tribun des soldats. Pendant sa questure, il obtient par le sort la province de Crète et Cyrénaïque. Candidat pour l’édilité et ensuite pour la préture, il n’obtient la première qu’après avoir essuyé des refus, et seulement en sixième ordre, tandis qu’il arrive à la seconde de prime abord et parmi les premiers. Il est vraisemblable qu’il ait pu fréquenter le palais impérial grâce à une de ses conquêtes, Cénis, la secrétaire particulière d’Antonia, à laquelle il reste attaché sa vie durant. Il peut ainsi entrer dans les bonnes grâces des empereurs successifs.
Dans sa préture, il fait tout pour s’attirer les faveurs de Caligula, qui est alors irrité contre le Sénat. Vespasien demande des jeux extraordinaires pour célébrer la victoire de l’empereur en Germanie, et est d’avis de refuser la sépulture aux condamnés pour crime de conspiration. Également, dans l’espoir de plaire à l’empereur, il réclame un alourdissement de la peine d’Agrippine la Jeune et de Julia Livilla, après la découverte de leur complot. Il épouse une parente de Réate, Flavia Domitilla, dont il aura trois enfants. Son épouse et sa fille meurent avant 69, sans que les dates précises soient connues.
Sous le règne de Claude, par l'entremise de Narcisse, il est envoyé en Germanie comme légat de légion, un poste prestigieux. Avec Aulus Plautius, il participe à l'offensive romaine qui doit conduire à la conquête de la Bretagne, au sud de l'actuelle Grande-Bretagne. Il y demeure quatre ans et remporte de nombreuses victoires contre les barbares. À son retour en 47, sa gloire est telle qu’il bénéficie d’un triomphe, privilège de plus en plus rare pour les militaires n’appartenant pas à la famille impériale.
Son succès en tant que légat de légion lui vaut en 51 après Jésus-Christ une nomination de consul, puis de proconsul de la part de l'empereur Claude. Mais la présence d’Agrippine au pouvoir le réduit à l'inaction. Il s’efforce de donner une éducation soignée à son fils Titus et, parvient à placer celui-ci, avec l’aide de Cénis, dans l’entourage du prince Britannicus.

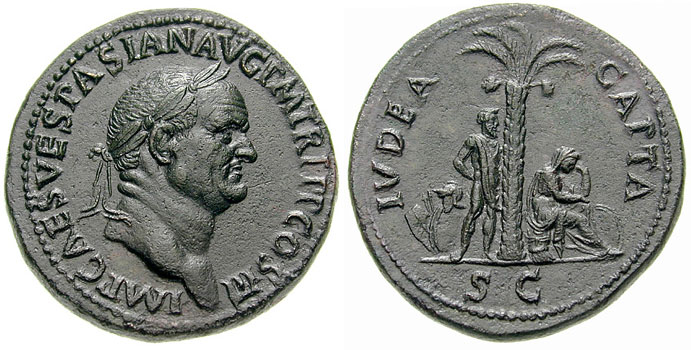
Sesterce, frappé en 71 pour célébrer la victoire de la première guerre judéo-romaine. Avers : IMP. CAES. VESPASIAN AVG. P. M., TR. P., P.P., COS. III. La légende au revers dit : IVDEA CAPTA, « Judée conquise » – S. C.

L’Afrique lui est échue par le sort. Selon Suétone (Vesp. 4), Vespasien gouverne la province avec une parfaite intégrité et y obtient une haute considération, tandis que, selon Tacite (ii.97), son règne est « infâme et odieux ». Il est convaincu d’avoir extorqué deux cent mille sesterces à un jeune homme pour lequel il a obtenu le laticlave, et essuie de graves reproches pour ce crime de prévarication. Son crédit politique en pâtit, et il revient appauvri à Rome. Pour faire face à ses difficultés financières, il hypothèque ses biens à son frère et se lance dans l'élevage et le commerce de mules — cette occupation lui permet de relancer sa fortune et lui vaut le surnom de mulio, ou muletier.
Vespasien accompagne Néron en Grèce, mais, appréciant peu les arts et les artistes, il tombe en disgrâce pour s'être « endormi pendant que ce prince chantait ». Exclu, non seulement de la cour, mais encore des réceptions publiques, et craignant pour sa vie, il se retire dans un village jusqu'en 67. Cette disgrâce est aujourd'hui considérée par les historiens contemporains comme un mensonge inventé par les Flaviens eux-mêmes pour faire oublier l'amitié qu'ils entretenaient avec Néron — mensonge qui leur a permis de passer pour des victimes de la tyrannie de l'empereur. En réalité, Vespasien et son frère Sabinus ont connu une ascension fulgurante sous Néron, principalement parce qu'ils étaient des homo novi n'ayant aucune prétention au trône. Le meilleur exemple de la confiance de Néron envers Vespasien reste la nomination de celui-ci à la tête des légions de Syrie pour mater la révolte des Juifs — ces derniers se révoltant contre une fiscalité trop lourde et, ce faisant, contre l’occupation romaine.
Vespasien devient légat de Judée. Aussitôt arrivé dans la région, il retisse des liens diplomatiques avec tous les rois vassaux de la région, dont la reine Bérénice, rétablit la discipline militaire et accorde à son fils Titus la fonction de légat de la XVe légion Apollinaris. Vespasien mate la révolte juive qui a débuté en 66. Suétone fait état des croyances messianiques en vigueur à cette époque, qui attribuent, à un futur empereur « venu de Judée », un rôle de maître du monde. C’est en Judée que Vespasien, ou son fils Titus, fait la connaissance de Flavius Josèphe qui aurait prédit le prochain avènement de Vespasien au pouvoir impérial.

### Accession au pouvoir impérial

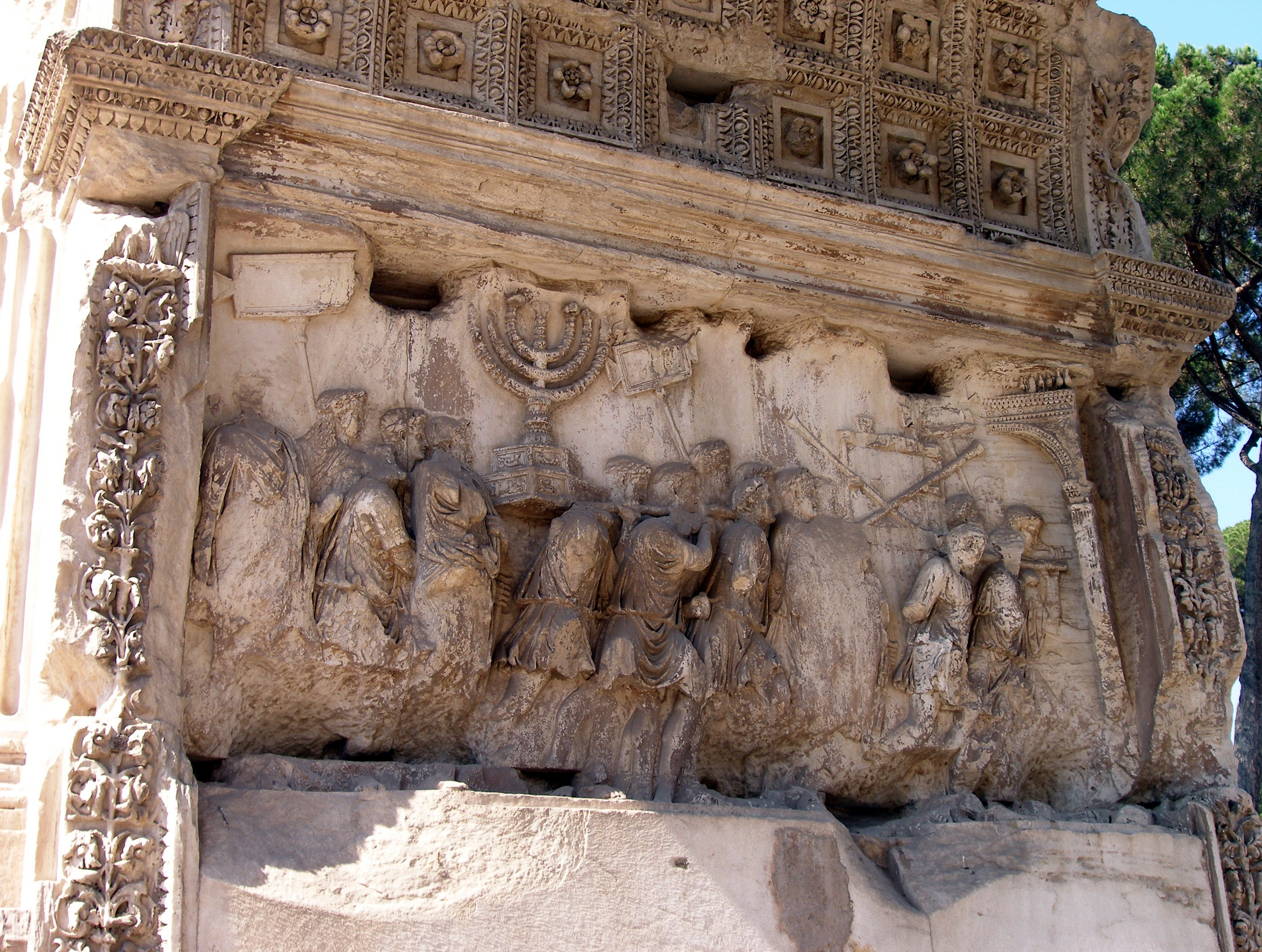
Arc de triomphe de Titus (Rome). Prisonniers juifs portant la Menorah et les trompettes du temple de Jérusalem.

À la mort de Néron commence une guerre civile, appelée l’Année des quatre empereurs. Le désordre règne : les légions d’Hispanie soutiennent Galba, les prétoriens Othon et l’armée de Germanie accorde sa préférence à Vitellius. Vespasien envoie Titus à Rome pour qu’il fasse allégeance à Galba, mais les conditions de navigation hivernale le retardent. Apprenant qu’Othon a succédé à ce dernier et que Vitellius lui dispute le pouvoir, Titus préfère retourner en Orient.
À la tête de quatre légions, Vespasien dispose de près de 20 000 hommes sous ses ordres. De plus, sa position en Judée lui offre l'avantage d'être à proximité immédiate de la province d'Égypte, ce qui lui permet de contrôler l'approvisionnement en céréales de Rome.
Alors que Vespasien suit l’évolution de la situation à Rome, les armées orientales les unes après les autres lui témoignent leur sympathie. Il se rend à Alexandrie, où il est proclamé empereur par les légions d'Orient sous l'impulsion de Tiberius Julius Alexander, le préfet d'Égypte, et de Mucien, le légat de Syrie.
À Rome, son frère Flavius Sabinus, préfet de la ville, le soutient. Vespasien charge Antonius Primus (le commandant des légions du Danube) des préparatifs militaires face aux puissantes armées du Rhin restées fidèles à l'empereur Vitellius. Les sympathisants de Vitellius sont finalement défaits en décembre 69, ce qui met fin à la guerre civile. Le Sénat reconnaît l’investiture de Vespasien et le nomme consul pour l’année suivante. Il attribue à Titus le nom de César, une manière de le reconnaître immédiatement comme le successeur de son père.
Vespasien et son fils Titus, toujours en Orient en 70, se chargent d'y imposer la paix romaine. Titus met fin au siège de Jérusalem en septembre 70 et fait fermer puis raser le Second Temple de Jérusalem. Son père envoie une ambassade à l'empire parthe pour garantir le statu quo territorial sur la frontière arménienne. Les sicaires sont matés au siège de Massada (72-73 de notre ère).

### La réorganisation de l'Empire romain

#### Réformes fiscales

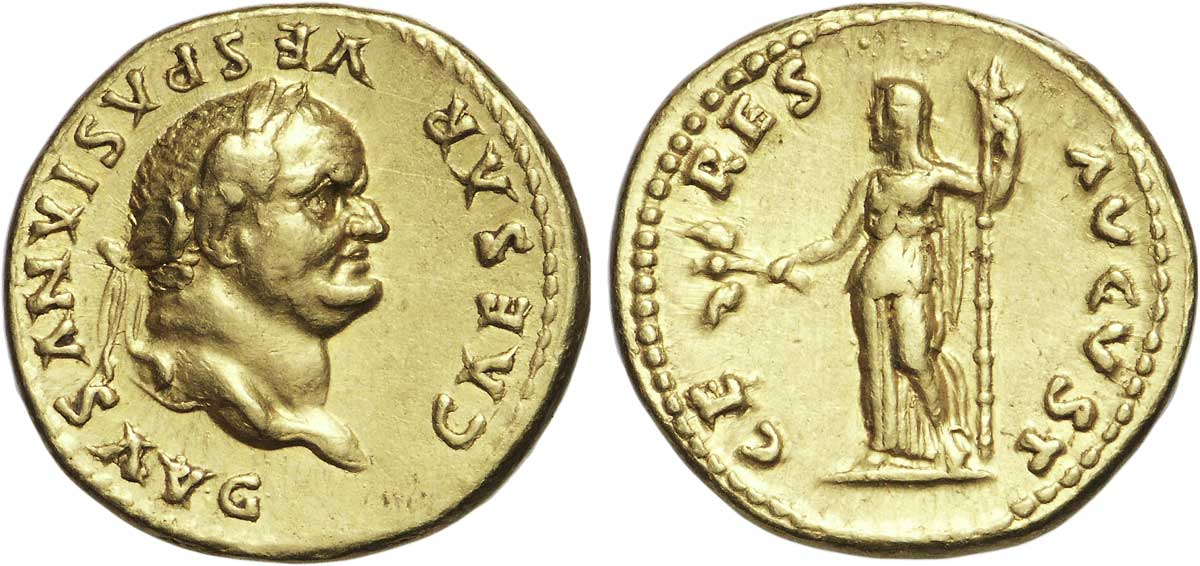
Aureus à l'effigie de Vespasien (78-79).

De retour à Rome en septembre 70, Vespasien célèbre son triomphe. Ses victoires, aux yeux du peuple et du Sénat, deviennent le fondement de la légitimité des Flaviens. La guerre civile de 68-69 a laissé l'Empire en piteux état. Les caisses sont vides et les fonctionnaires ainsi que les soldats ne sont pas payés. Pour rétablir le bon fonctionnement du Trésor, Vespasien alourdit les taxes et n'hésite pas à faire saisir les impôts impayés depuis Galba.
Si Suétone le décrit en personnage qui a en horreur les dépenses somptuaires, il donne aussi les clés pour comprendre le revers de la médaille : « Il ne se faisait point scrupule de vendre les magistratures aux candidats, ni les absolutions aux accusés, tant innocents que coupables ». La prévarication est une forme de collecte de l’impôt. Vespasien n’hésite pas à optimiser le système.
« Vespasien licencia une grande partie des troupes de Vitellius et contint l’autre ». Ceux qui l’ont aidé dans son ascension à la titulature impériale doivent attendre longtemps avant de recevoir leur dû. Vespasien fait de nécessité vertu.
On lui reproche son avarice, mais on retient ses bons mots : « Des députés vinrent lui annoncer qu’on lui avait décerné une statue colossale d’un prix considérable : « Placez-la donc tout de suite, dit-il, en montrant le creux de sa main ; le piédestal est tout prêt. » C’est cet aspect de sa personnalité que retient le peuple de Rome — avare, mais modeste. Suétone rapporte cette anecdote : « à ses funérailles, le premier pantomime nommé Favor, qui représentait l’empereur et contrefaisait, selon la coutume, ses paroles et ses gestes, demanda publiquement aux gens d’affaires combien coûtaient le convoi et les obsèques. Comme ils répondirent : « Dix millions de sesterces », il s’écria : « Donnez-m’en cent mille, et jetez-moi ensuite dans le Tibre. » »
Dans l’Empire, Vespasien impose aux Juifs vaincus un impôt spécifique, le fiscus judaicus. Il prive de la liberté l’Achaïe, la Lycie, Rhodes, Byzance et Samos — puis les réduit en provinces romaines, non pas soumises à un tribut, mais à l’impôt —, ainsi que la Cilicie trachée et la Commagène, jusqu’alors gouvernées par des rois.
Vespasien recourt à de véritables innovations dans le domaine fiscal, en créant une taxe sur la collecte d'urine, qui, à l'époque, constitue le seul agent fixant pour les teintures.
« Son fils Titus lui reprochait d’avoir mis un impôt sur les urines. Il lui mit sous le nez le premier argent qu’il perçut de cet impôt, et lui demanda s’il sentait mauvais. Titus lui ayant répondu que non : « C’est pourtant du liquide », dit Vespasien ». Cette conversation nous est restée sous forme de proverbe « l'argent n'a pas d'odeur » ; et les premières toilettes publiques de Paris furent nommées vespasiennes, en souvenir de cette initiative restée célèbre.

#### Réformes législatives

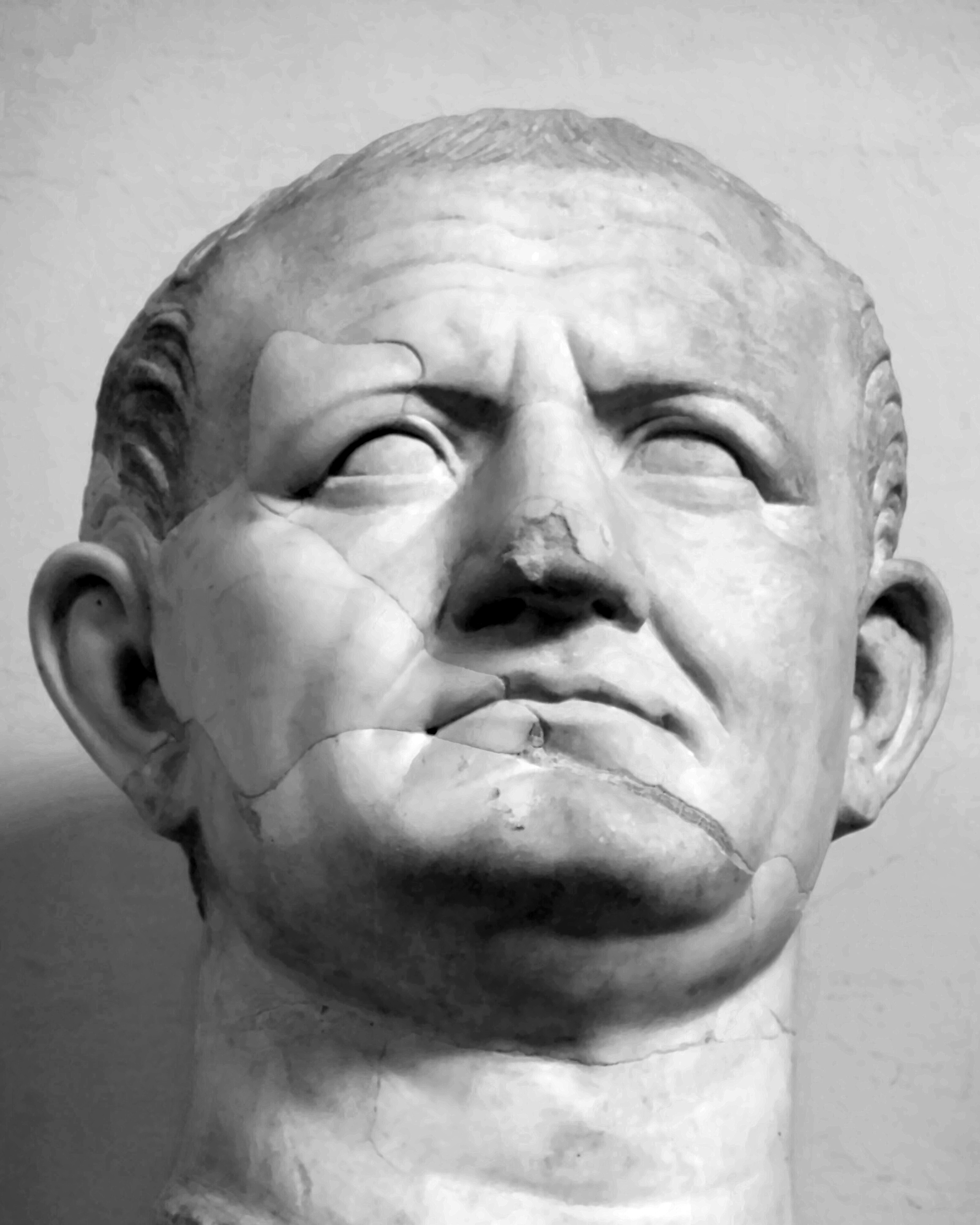
Portrait original restauré de Vespasien réalisé dans les premières années de son règne. La tête, qui appartenait à l'origine à une statue, est exposée aux musées du Vatican.

De plus, le nouvel empereur étant contesté à cause de ses origines, la lex de imperio Vespasiani légalise sa place à la tête de l'État en lui conférant les pouvoirs ainsi que la titulature impériale. Cette loi précise surtout les compétences de l'empereur, sortant du flou voulu par Auguste, et contribue à faire du prince, non plus un homme exceptionnellement revêtu de plusieurs pouvoirs, mais un magistrat du peuple romain. Il est huit fois consul et censeur en 73–74.
Au moment de son investiture, le nombre des procès s’est accru partout dans une proportion démesurée, les anciens étant suspendus par l’interruption de toute juridiction, et le désordre des temps en produisant sans cesse de nouveaux. Vespasien choisit par la voie du sort des juges chargés de faire restituer les biens enlevés pendant les guerres civiles, afin d’expédier à titre extraordinaire les affaires de la compétence des centumvirs et de réduire celles-ci à une très petite quantité — ces affaires sont alors si nombreuses qu’elles ne paraissent pas pouvoir être plaidées du vivant des parties.

#### Refonte de l’armée et des ordres équestres
Vespasien met un point d’honneur à rétablir la discipline dans l’armée. S’il paie les soldats convenablement, il évite d’acheter leur fidélité et se montre implacable avec ceux qui veulent profiter de lui. Sous son règne, les frontières de l'Empire se stabilisent et se fortifient avec la construction d'un système défensif surveillant les peuplades barbares outre-rhéno-danubiennes (Germains, Daces, Sarmates, Chattes). Deux nouvelles légions, la Legio IV Flauia Felix et la Legio XVI Flavia Firma, sont créées, ce qui porte le nombre total à vingt-neuf légions dont vingt-sept sont positionnées aux frontières.
Il met des légions en Cappadoce, à cause des continuelles incursions des Barbares, et y établit un gouverneur consulaire, au lieu d’un chevalier romain.
La noblesse romaine est essentiellement militaire et Vespasien en refond les bases : « Il épura et compléta les premiers ordres de l’État, épuisés par mille meurtres, et dégénérés par d’anciens abus. Dans la revue qu’il fit des sénateurs et des chevaliers, il expulsa les plus indignes, et mit à leur place les plus honnêtes citoyens de l’Italie et des provinces ; et, pour faire comprendre que ces deux ordres différaient moins par la liberté que par la dignité, il prononça dans la querelle d’un sénateur et d’un chevalier romain, qu’il n’était pas permis de dire des injures à un sénateur, mais qu’il était juste et légitime de rendre outrage pour outrage ». Il complète enfin la fortune des sénateurs désargentés, ce qui est un procédé efficace pour se faire des alliés.
Une autre évolution se dessine avec Vespasien : en choisissant comme dies imperii (le jour anniversaire de son entrée en fonction) le jour de son acclamation par l'armée, il légitime la désignation de l'empereur par l'armée. Auparavant, le Sénat investissait l'empereur de ses pouvoirs, et particulièrement de son imperium. À partir de son règne, le pouvoir et le poids du Sénat romain ne cessent de diminuer.
Vespasien s'illustre également par ses efforts pour n'infliger aucune punition arbitraire. Régnant en homme juste, il est apprécié pour cela.

#### Reconstruction de Rome et soutien des Arts

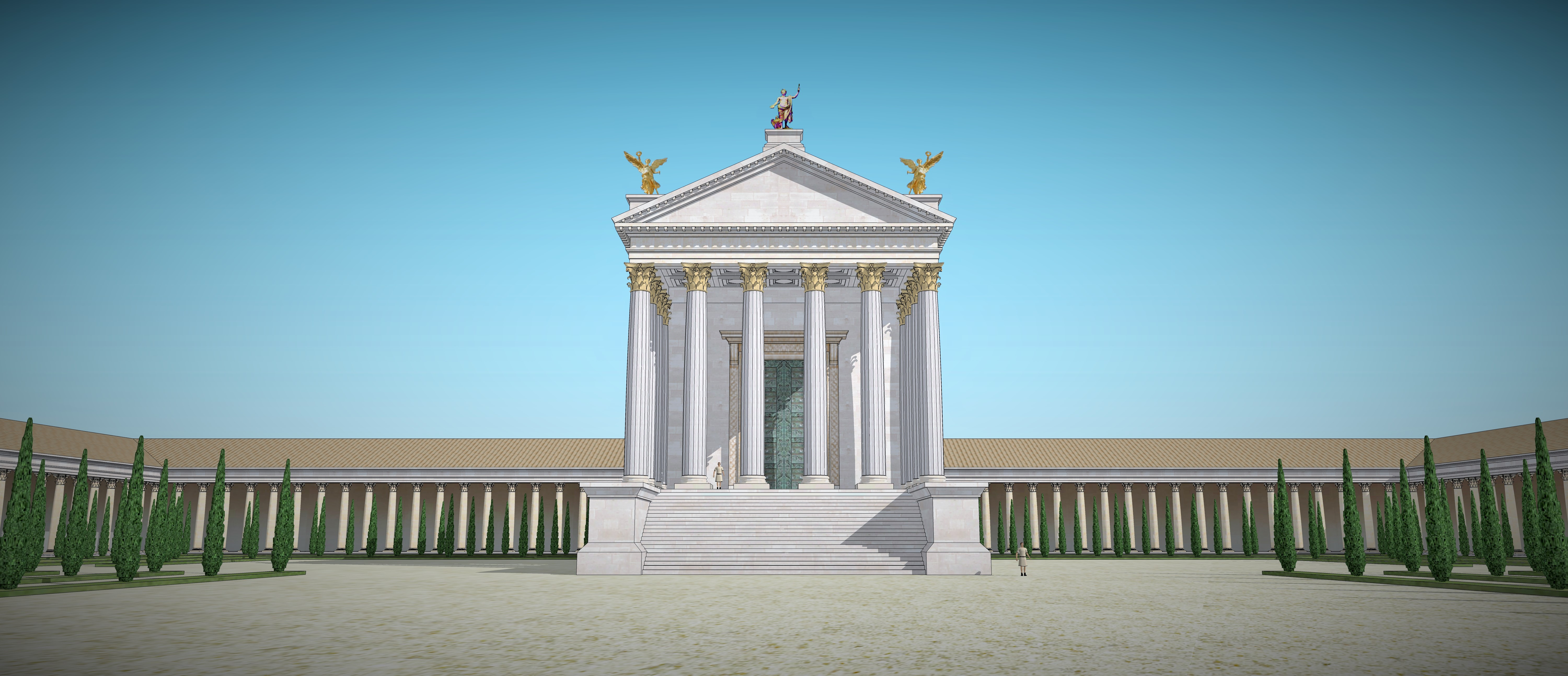
Restitution du temple du Divin Claude, à Rome.

Après le grand incendie de Rome, sous Néron, la ville est à reconstruire.
Il multiplie les constructions publiques, notamment le Colisée, qu'il entreprend en 70 (et qui est fini en 80 par son fils Titus), le Forum de la Paix (71-75) avec, en particulier le Temple de la Paix pour abriter le trésor récupéré lors de la prise du Second Temple de Jérusalem et la Bibliothèque de la Paix pour entreposer, entre autres, les archives de la préfecture urbaine. Il fait refaire trois mille tables d’airain, détruites dans les flammes. C’est la plus ancienne et la plus belle collection officielle de l’Empire. Elle renferme, presque depuis l’origine de Rome, les sénatus-consultes et les plébiscites sur les alliances, les traités et les privilèges accordés à chacun. Il restaure le temple de Claude sur le mont Caelius, construit par Néron, puis intégré à la domus aurea. Sur le plan religieux, Vespasien se targue d'être, comme Auguste, « le mainteneur (conservator) des cérémonies d'État et le restaurateur (restitutor) des temples sacrés ».
À Rome, Vespasien permet à chacun d’occuper les terrains vacants, et d’y bâtir si les propriétaires négligeaient de le faire.
En dépit de sa réputation d'avarice, il se fait le protecteur des artistes en créant une allocation spécialement pour eux : rhéteurs, poètes et sculpteurs sont quasiment salariés de l'État. Il donne des primes importantes aux artistes de renom.

### Sa mort
Vespasien meurt le 23 ou le 24 juin 79, à Aquae Cutiliae. Suétone rapporte que, se sentant malade, il aurait dit, se moquant de la divinisation dont faisaient l'objet les empereurs après leur mort : « Vae, puto deus fio », « Malheur ! Je crois que je deviens dieu ». Au moment de mourir, victime d'une diarrhée qui l'épuisait, il dit : « Il faut qu'un empereur meure debout » et, tandis qu'il faisait un effort pour se lever, il expira entre les bras de ceux qui l'assistaient.
Il s'attache à affirmer le caractère héréditaire du régime impérial, en proclamant que ses fils lui succéderaient. Cette initiative lui vaut d'être accusé d'aspirer à la « royauté » par Priscus.

## Noms et titres

### Noms successifs
- 9, naît TITVS•FLAVIVS•VESPASIANVS
- juillet 69, acclamé par ses troupes : IMPERATOR•TITVS•FLAVIVS•VESPASIANVS•AVGVSTVS
- août 69, change son nom en : IMPERATOR•CAESAR•VESPASIANVS•AVGVSTVS

### Titres et magistratures
- Légat de la Legio II Augusta en 43, sous le règne de Claude, qui participe à la conquête romaine du territoire britannique
- Consul en 51 et 70, 71, 72, 74, 75, 76, 77, 79
- Pater patriae en 70
- Pontifex maximus en 70
- Censeur en 73 - 74
- Acclamé Imperator en 70, 71, 72, 73, 74, 76, 77, 78
- Détient la puissance tribunicienne à partir de 69, renouvelée annuellement le 1er juillet (jour de son acclamation (dies imperii)

À sa mort en 79 la titulature de Vespasien est : IMPERATOR•CAESAR•VESPASIANVS•AVGVSTVS, PONTIFEX•MAXIMVS, TRIBVNICIAE•POTESTATIS•X, IMPERATOR•XX, CONSVL•IX, PATER•PATRIAE
Vespasien est divinisé après sa mort par le Sénat

## Fiction
Vespasien est l'empereur de Rome durant les premiers épisodes de "Those about to die" (2024 - en cours). Joué par Anthony Hopkins, nous voyons dans cette série la construction du Colisée, le souhait qu'il a de voir Titus prendre sa succession aux dépens de Domitien et sa mort.

### Bibliographie

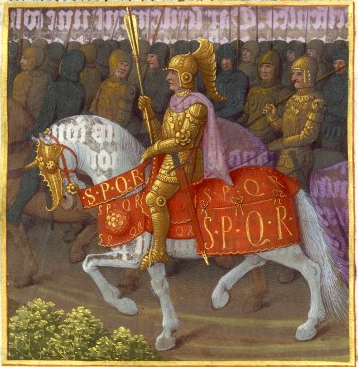
« Vespasien marchant contre les Juifs », Antiquités judaïques, Flavius Josèphe, trad. anonyme, v. 1470

#### Sources primaires
- Suétone, Vie de Vespasien
- Tacite, Histoires (lire en ligne)
- Dion Cassius, Histoires romaines (lire en ligne)
- Flavius Josèphe, La Guerre des Juifs, vol. II (lire en ligne)

#### Sources secondaires
- Pierre Cosme, L'année des quatre empereurs, Fayard, 2012,  (ISBN 978-2-213-65518-5)
- J. Gagé, « Vespasien et la mémoire de Galba », Revue des Études Anciennes, vol. 54, nos 3-4,‎ 1952, p. 290-315.
- Virginie Girod, La véritable histoire des douze Césars, Paris, Perrin, 2019, 412 p. (ISBN 978-2-262-07438-8) .
- Léon Homo, Vespasien l’empereur du bon sens, Paris, Albin Michel, 1949.
- Barbara Levick, Vespasien, Infolio, 2002.
- Régis Martin, Les douze Césars, du mythe à la réalité, Les Belles Lettres 1991, réédition Perrin 2007,  (ISBN 978-2-262-02637-0)
- Christian Settipani, Continuité gentilice et Continuité familiale dans les familles sénatoriales romaines à l'époque impériale, Linacre College, Oxford University, coll. « Prosopographica & Genealogica », 2000, 597 p. (ISBN 1-900934-02-7).